# 枚方市立第四中学校
枚方市立第四中学校（ひらかたしりつ だいよんちゅうがっこう）は、大阪府枚方市香里ヶ丘五丁目にある公立中学校。

## 沿革
- 1961年4月1日 - 枚方市立第四中学校として開校。
- 1961年6月10日 - 新校舎完成。
- 1970年4月1日 - 枚方市立枚方中学校を分離。
- 1971年11月1日 - 枚方市立中宮中学校を分離
- 1974年4月1日 - 枚方市立村野中学校を分離。
- 1978年4月1日 - 枚方市立東香里中学校を分離。
- 1996年5月 - 文部省から、コンピュータ教育の研究校に指定される。
- 2000年5月 - 文部省から、人権教育の研究校に指定される。
- 2001年4月1日 - 枚方市立村野中学校の閉校に伴い、従来の同校校区の一部を編入。
- 2010年 - 校区変更。従来の校区から枚方市立香陽小学校校区（同校卒業生は従来第四・東香里の2校に分かれて進学）を東香里中学校校区に変更。

## 通学区域
- 枚方市立開成小学校・枚方市立五常小学校・枚方市立山之上小学校の通学区域。

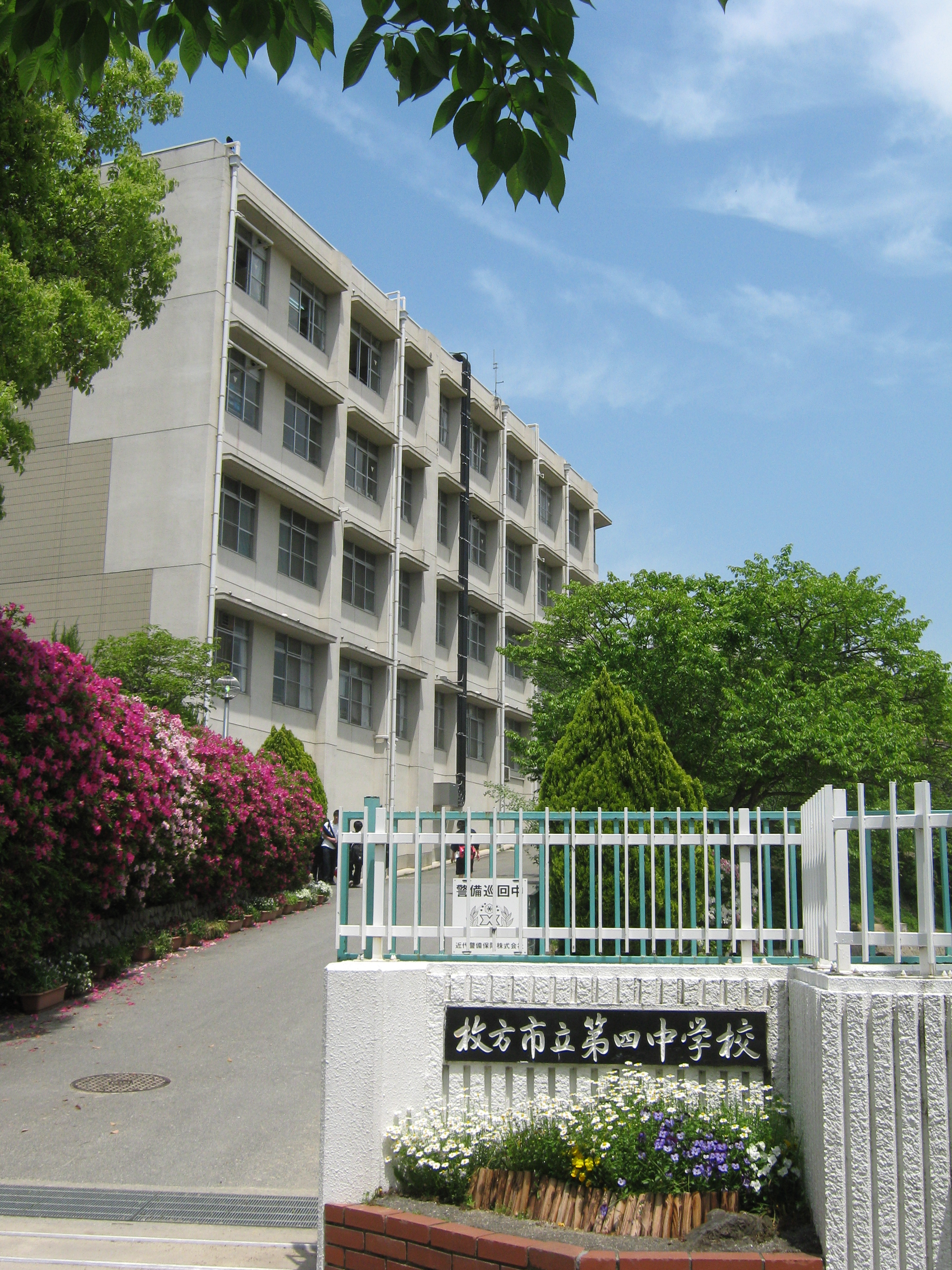
枚方市立第四中学校

## 出身者
- 石田隆司 - 東北楽天ゴールデンイーグルス・投手
- ムラタコウジ - 漫画家
- 橋本さとし - 俳優
- 西岡尚輝 - 陸上選手
- 梶本一花 - 女子競泳選手。2025年世界水泳選手権オープンウォータースイミング5km銅メダリスト

## 交通
- 京阪バス 五本松バス停。
- 京阪交野線 村野駅 南西へ約2km。
- 京阪本線 光善寺駅 東へ約2.4km。